# Dorfkirche Lübsee (Menzendorf)

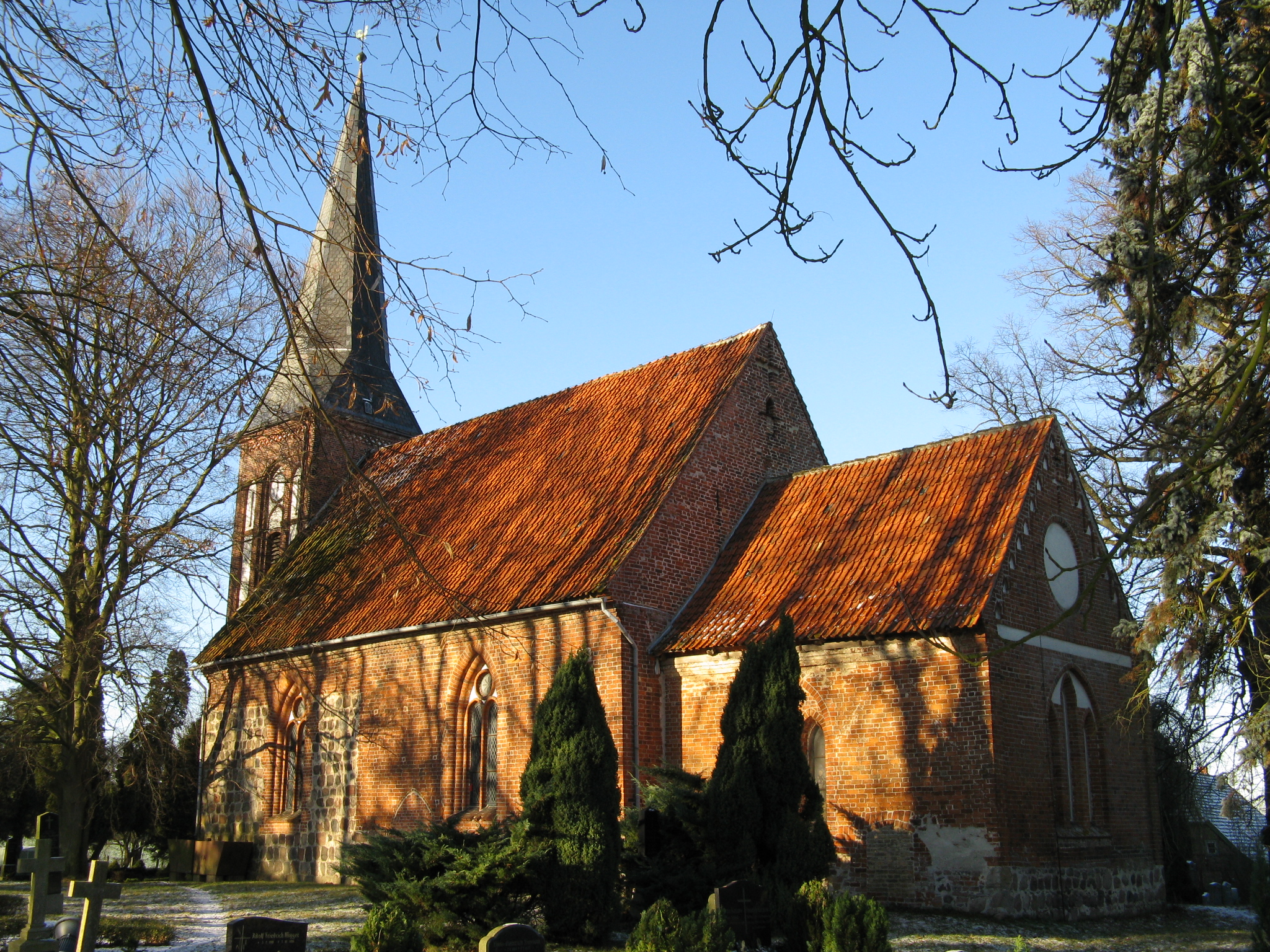
Dorfkirche Lübsee

Die Dorfkirche Lübsee ist eine romanische Backsteinkirche des Übergangsstils von der Romanik zur Gotik im Ortsteil Lübsee der Gemeinde Menzendorf. Sie gehört heute zur Evangelisch-Lutherischen Kirchengemeinde Roggenstorf in der Propstei Wismar im Kirchenkreis Mecklenburg der Evangelisch-Lutherischen Kirche in Norddeutschland.

## Geschichte
Die Dorfkirche in Lübsee wurde zwischen 1236 und 1263 im Stil der Romanik mit frühgotischen Elementen aus Backstein auf Grundmauern aus Granit errichtet. Die gotischen oben spitz zulaufenden Fenster wurden in späterer Zeit ergänzt. Sie fällt 1263 unter das Patronat des nahe gelegenen Klosters Rehna, das durch Schenkungen der adligen Familien Bülow und anderer Mecklenburger Adliger als Landeigentümer Einfluss in der Ortschaft gewonnen hatte. Ab 1266 kommt die Kirche in Lübsee mit anderen Kirchen der Gegend in den Genuss der Weinspende Herzog Heinrichs des Pilgers. Durch weitere Landschenkungen von Regenten des Hauses Mecklenburg: Johann von Gadebusch (1294), Heinrich d. Ä. und Heinrich d. J. (beide 1300) verstärkt sich der Einfluss des Klosters Rehna in Lübsee bis Mitte des 14. Jahrhunderts. Dieser wird erst durch die Säkularisation des Klosters Rehna 1552 beendet. Lübsee fällt in das Domanium und das Patronat über die Dorfkirche Lübsee damit an die Herzöge von Mecklenburg-Schwerin als Landesherrn. Über diese wird Lübsee mit dem Kloster Rehna von 1576 bis Anfang des 18. Jahrhunderts zum Leibgedinge der mecklenburgischen Herzogswitwen und Prinzessinnen Anna Sophie (bis 1591), Sophia von Schleswig-Holstein-Gottorf (bis 1634), Anna Sophie (bis 1648) und Juliane Sibylla (bis 1761).

## Baubeschreibung
Die Kirche besteht aus einem rechteckigen Schiff von zwei Gewölbejochen Länge und einem gewölbten Chorraum in der für die Gegend Westmecklenburgs in dieser Zeit typischen Form des quadratischen Kastenchors mit drei Fenstern. Auffällige Gestaltungselemente der Romanik sind die romanischen Rundbogenfriese am Giebel des Chors. Das der Höhe nach vom Chor abgesetzte einschiffige Langhaus ist innen flach gedeckt und ist im westlichen Teil aus Feldsteinen, im östlichen aus Backsteinen gemauert. Der neugotische Westturm des Kirchenschiffes aus dem Jahr 1729, der 1901 erneuert wurde, trägt einen achtseitigen Spitzturm und ist mit Schindeln eingedeckt. Die Fenster wurden in der Gotik vergrößert.
Als Besonderheit ist ein Teil der Außenbemalung (rote Quaderung auf weißem Grund) am nordwestlichen Teil des Hauptschiffes erhalten. Im Innern lassen sich vier Malschichten an Wand- und Gewölbemalerei nachweisen, von denen jeweils umfangreiche Reste freigelegt worden sind. Deren Datierungen reichen vom Ende des 12. bis zum frühen 17. Jahrhundert. Die Bemalungen zeigen ornamentale und figürliche Motive. Die architektonische Gliederung des Gewölbes und die Evangelistensymbole im Chor stammen vom Ende des 13. Jahrhunderts. Aus der Mitte des 14. Jahrhunderts finden sich ornamentale Lebensbäume im Gewölbe und szenische Malerei an den Wänden: Kain und Abel und Martin von Tours sowie Verkündigung, Christus vor Pilatus, Kreuzigung. Aus dieser Zeit stammt auch die Malerei des sogenannten Höllenschlunds. Er ist nicht wie meist im Profil gezeigt, sondern frontal. Um 1500 entstand die großformatige Darstellung einer Deesis, und um 1600 erhielt das Langschiff eine Vorhang-Malerei und ein Bild des Jüngsten Gericht, die Gewölbe wurden mit Vierpass-Fiesen geschmückt.

## Ausstattung
Die Ausstattung der Kirche wurde im Zuge einer durchgreifenden neugotischen Renovierung der Kirche 1874 verändert. Der einfache, geschnitzte gotische Flügelaltar kam in die Mittelaltersammlung des Staatlichen Museums Schwerin. Die Kirche erhielt einen vom Baumeister Schlosser gestalteten neugotischen Altaraufsatz, der von Theodor Fischer-Poisson mit einer Kreuzigung versehen wurde.
Nach Friedrich Schlie verfügte die Kirche Ende des 19. Jahrhunderts über drei Glocken. Davon waren die größte und die kleinste Umgüsse durch den Glockengießer P. M. Hausbrandt in Wismar aus der Zeit anfangs der 2. Hälfte des 19. Jahrhunderts. Die mittlere Glocke war ein Umguss des Lübecker Ratsgießers Lorenz Strahlborn aus dem Jahr 1749. Ihre Inschrift verwies auf den Patron, Herzog Christian Ludwig II. und zeigte das Wappen Mecklenburgs. Ein alter Taufstein befand sich damals im Pfarrgarten.
1888 erhielt die Kirche im Bereich des Triumphbogens zwölf Apostelbilder. Die Chorwände wurden mit den Bildern der vier Evangelisten versehen. Die Südseite des Chors hatte schon früher Glasfenster mit den Aposteln Petrus und Paulus erhalten.
Die Orgel stammt von dem Orgelbauer Friedrich Friese III. Sie wurde der Kirche 1874 von Werner von Siemens zum Andenken an seine auf dem Kirchhof bestatteten Eltern Christian Ferdinand Siemens und Eleonore, geb. Deichmann gestiftet.
Die Kirche liegt heute in Sichtweite der Bundesautobahn 20, etwa fünf Kilometer östlich der Ausfahrt Schönberg und wird daher in der Nacht illuminiert.